# Ozark (Arkansas)
Ozark – miasto w Stanach Zjednoczonych, w stanie Arkansas, w hrabstwie Franklin.